# 한국산
한국산(韓國製, Made in Korea)은 일반적으로는 대한민국에서 생산되는 물품에 쓰여 있는 어구이다. 예를 들어 Made in Korea 제품이지만 Assembled by USA로 되어 있다면 해당 미국 상품이 한국에서 제조한 것이고, Assembled by Korea, Made in Finland일 경우 핀란드에서 제조하고 한국이 기술을 담당하는 제품으로 분류된다.